# Zalesie-Polesie
Zalesie-Polesie – kolonia w Polsce położona w województwie wielkopolskim, w powiecie konińskim, w gminie Golina.
W latach 1975–1998 miejscowość administracyjnie należała do województwa konińskiego.